# Christof Nickl
Christof Nickl (* 15. Februar 1886 in Roslas; † 14. November 1967 ebenda) war ein deutscher Landwirt und Politiker (CSU).
Nickl war als Landwirt tätig und wurde 1928 zum bayerischen Ökonomierat ernannt. Nach der Machtübernahme der Nationalsozialisten wurde er 1933 kurzzeitig inhaftiert. Er war seit 1945 Bürgermeister der Gemeinden Haidenaab bzw. Mockersdorf und Kreistagsmitglied des Kreises Kemnath, dessen Landrat er von August 1948 bis zum 7. Oktober 1949 war. Dem Deutschen Bundestag gehörte er seit der ersten Wahl von 1949 bis 1953 an. Im Parlament vertrat er den Wahlkreis Cham.
Nickl ließ in seinem Geburtsort Roslas eine Kapelle erbauen, die im Jahr 1953 durch Weihbischof Hiltl aus Regensburg geweiht wurde. 

## Ehrungen
- Bundesverdienstkreuz am Bande (24. August 1966)[1]